# HD 215497
HD 215497 — звезда в созвездии Тукана. Находится на расстоянии около 142 световых лет от Солнца. Вокруг звезды обращается, как минимум, две планеты.

## Характеристики
HD 215497 исследовалась мало. Известно, что она представляет собой оранжевый карлик с массой, равной 0,74 массы Солнца.

## Планетная система
В октябре 2009 года группа астрономов объявила об открытии двух планет в системе: HD 215497 b и HD 215497 c. Открытие было совершено с помощью камеры MIPS орбитального телескопа Спитцер. Обе планеты имеют массу менее массы Юпитера. Планета HD 215497 b относится к классу суперземель — по массе она превосходит Землю в 5,4 раз. Она обращается чрезвычайно близко к родительской звезде, на расстоянии 0,04 а.е.; подобные объекты предложено называть горячими суперземлями. Вторая планета, HD 215497 c, по характеристикам напоминает Сатурн. Она обращается на расстоянии 1,21 а.е., совершая полный оборот за 567 суток.